# Goražde
Goražde (kyrilliska: Горажде) är en stad i kommunen Goražde i kantonen Bosna-Podrinje i östra Bosnien och Hercegovina. Staden är kantonshuvudort och ligger vid floden Drina, cirka 49 kilometer sydost om Sarajevo. Goražde hade 11 806 invånare vid folkräkningen år 2013.
Goražde utsattes för hårda angrepp från serbiska styrkor under Bosnienkriget (1992–1995) och en belägring som varade i över 1 300 dagar, men serberna lyckades aldrig ockupera staden.

## Historia

### Medeltiden
Gornje Podrinje Gorazde var en del av den gamla serbiska staten fram till 1376, då den anslöts till den bosniska staten under kung Tvrtko. Efter Tvrtkos död styrdes staden av Hums hertigarna, den mest kända hertigen var Herzog Stjepan. Under 1379 nämndes Goražde först som en handelsplats och år 1444 nämndes det som en fästning. Stadens namn sägs har kommit från det slaviska ordet Gorazd. Handelplatsen i Goražde blev känd år 1415 när köpmän från Dubrovnik hade intensiva handelsförbindelser med marknaden.

### Osmanska riket
Turkarna tog över Goražde slutgiltigt år 1465. Under det turkiska styret var Goražde ett betydelsefullt handelscentrum, som korsades av två viktiga vägar: den bosniska och Dubrovniks väg. Två moskéer byggdes av Sijercic under 1700-talet. Nära Goražde finns en ortodox kyrka som byggdes år 1446 av Herzog Stjepan. En tryckpress, knuten till kyrkan, arbetade där från 1521 till 1531. Detta sägs vara den första tryckpressen som har använts i Bosnien och Hercegovina och den andra på Balkanhalvön. Fram till mitten av 1800-talet var Goražde en del av Hercegovinas Sandžak, då det blev en del av Sarajevos Sandžak.
Under första världskriget var Goražde ett av de viktigaste fästen för Österrike-Ungern som användes mot Serbien och Montenegro.

### Kriget i Bosnien
Under Bosnienkriget (1992–1995) var Goražde en av sex bosniska enklaver, tillsammans med Srebrenica och Žepa som omringades och belägrades av den bosnienserbiska armén. Under april 1993 gjordes staden till ett "säkert område" där FN hade tänkt sig att skydda civilbefolkningen från angrepp. Mellan 30 mars och 23 april 1994, inledde serberna en stor offensiv mot staden. De fredsbevarande styrkorna fick order att retirera av FN och som en följd av detta dödades 694 soldater och civila och ytterligare 1 917 personer skadades innan offensiven stoppades. Majoriteten av offren var civila. Staden höll ut till slutet av kriget och i slutändan kom den att bli den enda stad i östra Bosnien inte blev intagen av serberna. Efter Daytonavtalet förhandlades en landkorridor mellan Goražde och Federationen Bosnien och Hercegovina.

## Demografi
Goražde hade 11 806 invånare vid folkräkningen år 2013. Av invånarna är 93,72 % bosniaker, 3,32 % serber, 1,05 % bosnier, 0,47 % muslimer och 0,17 % kroater (2013). Före Bosnienkriget utgjordes cirka en tredjedel av stadens invånare av serber.